# Семенченко Олекса Леонідович
Олекса (Олексій) Семенченко (21 червня 1962, Київ) — український та британський журналіст, письменник, поет, перекладач, кандидат філології, дослідник Гоголя.

## З життєпису
Народився 1962 р. у Києві. Закінчив Київський національний університет імені Тараса Шевченка (польська філологія).
Разом з Юрком Позаяком та Віктором Недоступом був учасником літературного угрупування «Пропала грамота». Писав під псевдо «Семен Либонь» (українізоване ім'я лідера групи «Дюран Дюран» Саймона ЛеБона, музикою якої захоплювався Олекса).
Активно співпрацював з редакціями варшавських «Зустрічей» та «Відрижкою» (1990–91 рр.).
1991 р. виїхав до Великої Британії. Закінчив Університет Лідса (Англія), теорія перекладу.
Викладав сальсу. З 1997 р. кореспондент української служби «Радіо Свобода», а з 2000 р. — української та російської служб «Німецької хвилі» (нім. Deutsche Welle). Співробітничав з українською службою BBC, був кореспондентом щоденної української спортивної газети «Команда».
З 2007 р. — головний редактор україномовного тижневика «Українська Думка», що видається у Великій Британії.
Живе і працює в Лідсі.

## Творчість
- Збірка поезій «Пропала грамота» (1990)
- Роман «Panicoffski» (2006, написав під псевдо «Ріо Кундер»).

Був учасником фестивалів «Червона рута», «Вивих», «Золотий Лев».